# Định luật Joule–Lenz

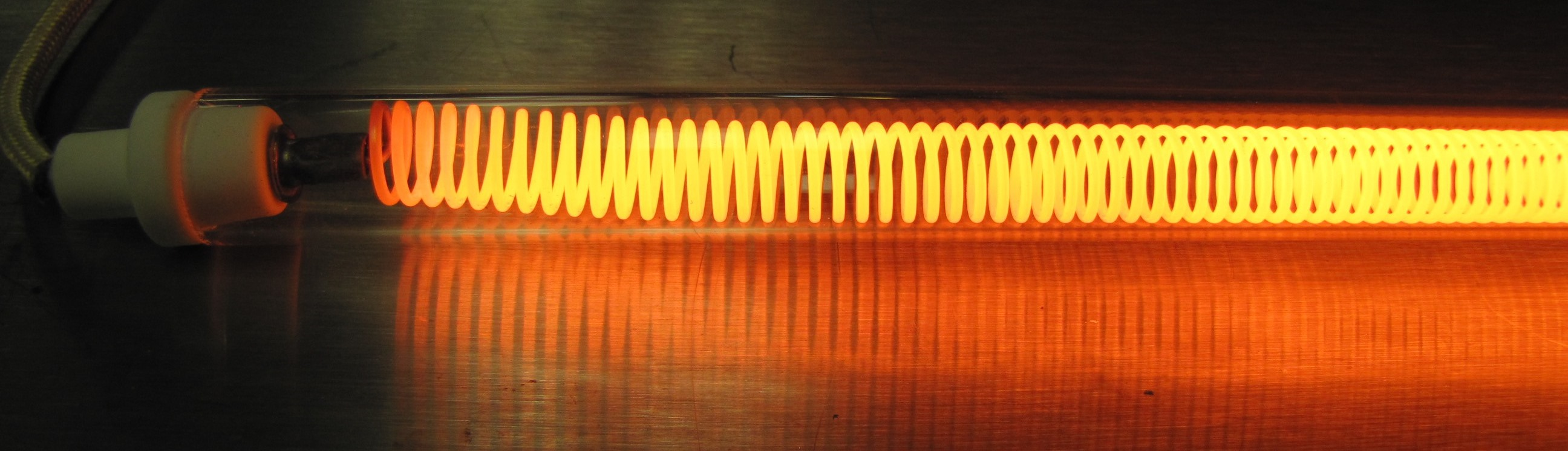
Một cuộn dây nung nóng trong lò nướng bánh điện, cho thấy màu sắc dây chuyển từ đỏ sang vàng.

Định luật Joule–Lenz (trong các sách giáo khoa tiếng Việt: Định luật Jun - Len-xơ), còn gọi là Định luật Joule thứ I, phát biểu rằng công suất của nguồn nhiệt được tạo ra bởi một vật dẫn điện tỷ lệ thuận với điện trở của nó và với bình phương cường độ dòng điện qua vật dẫn:
{\displaystyle P\propto I^{2}R}
Nhiệt Joule ảnh hưởng đến toàn bộ dây dẫn điện, không giống như hiệu ứng Peltier truyền nhiệt qua một cặp nhiệt điện.

## Lịch sử
Vào tháng 12 năm 1840, James Prescott Joule lần đầu tiên xuất bản một bản tóm tắt trong Kỷ yếu Hội Hoàng gia Luân Đôn (tiếng Anh: Proceedings of the Royal Society), báo cáo rằng nhiệt có thể được tạo ra bởi dòng điện. Joule đã làm thí nghiệm như sau: dùng một dây dẫn nhấn chìm trong một lượng nước cố định và đo nhiệt độ tăng lên do một dòng điện đã biết truyền qua dây trong 30 phút. Bằng cách thay đổi cường độ dòng điện và chiều dài dây, ông suy luận rằng lượng nhiệt tạo ra tỷ lệ thuận với bình phương cường độ dòng điện và với điện trở của dây.
Vào năm 1841 và 1842, các thí nghiệm tiếp theo cho thấy rằng lượng nhiệt tạo ra tỷ lệ thuận với năng lượng hóa học được sử dụng trong pin Volta tạo ra dòng điện. Điều này khiến Joule từ chối thuyết calo (tiếng Anh: Caloric theory, phổ biến tại thời điểm đó) và ủng hộ thuyết nhiệt cơ học (tiếng Anh: Mechanical theory of heat, theo đó nhiệt là một hình thức khác của năng lượng).
Nhiệt Joule cũng được nghiên cứu độc lập bởi Heinrich Lenz vào năm 1842. Do đó định luật này mang tên hai ông, gọi là định luật Joule–Lenz.
Đơn vị SI của năng lượng sau đó đã được đặt tên là joule và ký hiệu là J. Thường được biết đến là đơn vị công suất, watt (W), tương đương với một joule trên giây (J/s).

## Giải thích vi mô
Nhiệt Joule được gây ra bởi tương tác giữa các phần tử mang điện (thường là điện tử) với các đơn vị cấu tạo khác của vật dẫn (thường là nguyên tử và ion).
Khi có dòng điện chạy qua vật dẫn lập tức có một điện thế khác nhau giữa hai điểm của vật dẫn tạo ra một điện trường. Điện trường này tác dụng lực điện lên các điện tử (thường thoát khỏi nguyên
tử và chuyển động tự do trong kim loại) và tăng tốc chúng theo hướng của điện trường, cho chúng động năng. Khi các điện tử va chạm với ion hoặc nguyên tử trong vật dẫn, các hạt này bị tán xạ; hướng chuyển động của chúng trở nên ngẫu nhiên chứ không theo hướng của điện trường nữa, điều đó tạo nên chuyển động nhiệt. Do đó, năng lượng điện trường được chuyển thành năng lượng nhiệt.

## Thất thoát năng lượng và nhiễu
Nhiệt Joule còn được gọi là Nhiệt Ohm hoặc trở nhiệt vì mối quan hệ của định luật Joule–Lenz với định luật Ohm. Lý thuyết này là cơ sở cho phần lớn các ứng dụng thực tế liên quan đến sưởi ấm bằng điện. Tuy nhiên, trong các ứng dụng mà nhiệt là một sản phẩm không mong muốn khi sử dụng (ví dụ như tổn thất có tải (tổn thất đồng) trong máy biến áp), các hao phí năng lượng này thường được gọi chung là tổn thất điện trở (tiếng Anh: resistive loss). Sử dụng điện cao thế trong hệ thống truyền điện là một cách để làm giảm thiệt hại như vậy trong đường dây điện bằng cách vận hành với cường độ dòng điện thấp hơn. Nhiệt Joule không xuất hiện trong các vật liệu siêu dẫn, vì vật liệu này có điện trở bằng 0.
Nhiệt Joule tạo ra nhiễu Johnson–Nyquist, một hiện tượng xuất hiện do chuyển động nhiệt ngẫu nhiên của các điện tử bên trong điện trở tải.

## Công thức

### Dòng điện một chiều
1. Công thức chung và cơ bản nhất của định luật Joule–Lenz là:
{\displaystyle P=(V_{A}-V_{B})I}
trong đó:
- {\displaystyle P} là công suất (J/s) chuyển đổi từ năng lượng điện năng lượng nhiệt
- {\displaystyle I} là cường độ dòng điện (ampe) đi qua vật dẫn
- {\displaystyle V_{A}} và {\displaystyle V_{B}} là điện thế (volt) tại điểm A và B trên vật dẫn
- {\displaystyle V_{A}-V_{B}=U} là hiệu điện thế (volt) ở hai đầu A và B trên vật dẫn

Giải thích của công thức này ({\displaystyle P=U.I}) là:
Năng lượng hao phí trong một đơn vị thời gian = (Năng lượng tiêu hao cho mỗi điện tích đi qua điện trở) × (Hao phí qua điện trở mỗi đơn vị thời gian)
Khi áp dụng định luật Ohm: {\displaystyle {\mbox{I}}={{\mbox{U}} \over {\mbox{R}}}}, thay vào công thức của định luật Joule–Lenz ta có một công thức tương đương:
{\displaystyle P=U.I=I^{2}R={{\mbox{U}}^{2} \over {\mbox{R}}}}
trong đó R là điện trở.
2. Trong nhiều tài liệu tiếng Việt, bao gồm cả sách giáo khoa cấp trung học cơ sở và trung học phổ thông, thì định luật Joule–Lenz có một công thức khác, công thức này cho thấy nhiệt lượng tỏa ra trên dây dẫn tỉ lệ thuận với bình phương cường độ dòng điện, điện trở và thời gian dòng điện qua dây dẫn:
{\displaystyle Q}tỏa {\displaystyle =I^{2}Rt}
trong đó {\displaystyle Q}tỏa là nhiệt lượng tỏa ra trên dây dẫn khi cường độ dòng điện {\displaystyle I(ampe)} đi qua dây dẫn có điện trở {\displaystyle R} trong thời gian {\displaystyle t(s)}.
Ngoài ra, cũng theo định luật Ohm nên có một công thức suy ra của định luật Joule–Lenz là {\displaystyle {\mbox{Q}}}tỏa {\displaystyle ={{\mbox{U}}^{2} \over {\mbox{R}}}.{\mbox{t}}}

### Dòng điện xoay chiều
Khi cường độ dòng điện thay đổi, như trong mạch xoay chiều (AC) thì:
{\displaystyle P(t)=U(t)I(t)}
trong đó t là thời gian và P là công suất tức thời được chuyển đổi từ năng lượng điện thành năng lượng nhiệt. Ngoài ra, giá trị công suất trung bình được quan tâm nhiều hơn công suất tức thời:
{\displaystyle P_{\rm {tb}}=U_{\text{hd}}I_{\text{hd}}=I_{\text{hd}}^{2}R={U_{\text{hd}}^{2} \over R}}</ref></ref>
trong đó "tb" chỉ giá trị trung bình trong nhiều chu kỳ và "hd" là giá trị hiệu dụng.
Các công thức này phù hợp cho một trở kháng lý tưởng với giá trị bằng 0. Nếu trở kháng có giá trị khác không, các công thức thay đổi như sau:
{\displaystyle P_{\rm {tb}}=U_{\text{hd}}I_{\text{hd}}\cos \phi =I_{\text{hd}}^{2}\operatorname {Re} (Z)=U_{\text{hd}}^{2}\operatorname {Re} ({\overline {Y}})}
trong đó {\displaystyle \phi } là góc tạo bởi vectơ cường độ dòng điện và hiệu điện thế, {\displaystyle \operatorname {Re} } là phần thực, {\displaystyle Z} là trở kháng, {\displaystyle {\overline {Y}}} là số phức liên hợp của {\displaystyle Y} {\displaystyle (Y={\frac {1}{Z}})}.

### Công thức vi phân
Trong vật lý plasma, nhiệt Joule được tính toán tại một vị trí cụ thể trong không gian. Dạng vi phân của phương trình Joule–Lenz cho công suất trên đơn vị thể tích:
{\displaystyle {\mathrm {d} P \over \mathrm {d} V}=\mathbf {J} \cdot \mathbf {E} }
trong đó {\displaystyle \mathbf {J} } là mật độ dòng điện và {\displaystyle \mathbf {E} } là năng lượng điện trường. Đối với một plasma trung tính không có từ trường và có độ dẫn điện {\displaystyle \sigma } thì {\displaystyle \mathbf {J} =\sigma \mathbf {E} } và do đó:
{\displaystyle {\mathrm {d} P \over \mathrm {d} V}=\mathbf {J} \cdot \mathbf {E} =\mathbf {J} \cdot {\mathbf {J}  \over \sigma }=J^{2}\rho }
trong đó {\displaystyle \rho ={1 \over \sigma }} là độ dẫn điện.

## Truyền điện cao áp xoay chiều
Đường dây điện chuyển năng lượng điện từ nơi sản xuất điện đến nơi tiêu thụ. Những đường dây điện hiển nhiên có trở kháng, và do đó làm xuất hiện nhiệt Joule làm hao phí điện năng.
Sự thất thoát năng lượng vì tổn thất truyền (do xuất hiện nhiệt Joule trong đường dây) so với năng lượng hữu dụng cung cấp cho người tiêu dùng có thể ước chừng bằng một thiết bị chia điện thế. Để giảm thiểu tổn thất truyền tải, hiệu điện thế của đường dây phải càng lớn càng tốt so với lượng điện năng mà nó phải tải. Điện trở suất của đường dây cũng được giảm thiểu bằng việc sử dụng dây dẫn đồng, nhưng các đặc tính về điện trở của thiết bị tiêu dùng được cố định.
Thông thường, hai loại máy biến áp được đặt ở giữa đường dây điện và nơi tiêu thụ. Một loại tăng điện áp (máy tăng áp) từ nơi sản xuất điện để truyền đi trên đường dây điện (có thể lên đến 500.000V), một loại hạ điện áp (máy hạ áp) từ đường dây điện khi đến nơi sử dụng (thường là 220V). Ở máy tăng áp, khi một hiệu điện thế thấp, cường độ cao xuất hiện ở cuộn sơ cấp của máy biến áp (trước khi biến áp), sẽ được chuyển thành một hiệu điện thế cao, cường độ thấp trong cuộn thứ cấp (sau khi biến áp) tương đương với trở kháng của các dây dẫn trở nên thấp hơn và tổn thất truyền tải được giảm tương ứng tỷ lệ.
Giữa hai loại dòng điện một chiều (DC) và xoay chiều (AC), dòng điện AC có thể sử dụng máy biến áp để giảm tổn thất điện bởi nhiệt Joule, với hiệu điện thế cao hơn trong các đường truyền so với dòng điện DC không làm được.

## Ứng dụng
Nhiệt Joule được sử dụng trong nhiều thiết bị và hệ thống công nghiệp. Bộ phận chuyển đổi điện năng thành nhiệt được gọi là một yếu tố tỏa nhiệt.
Các ứng dụng của nhiệt Joule
- Sợi dây tóc bóng đèn phát sáng
- Hình ảnh nhiệt hồng ngoại của một bóng đèn
- Dây tóc bóng đèn phóng đại bằng kính hiển vi điện tử quét
- Một cuộn dây sưởi ấm với công suất 30kW
- Máy sưởi bức xạ nhiệt
- Máy đun nước nhỏ, 500 W
- Dây may so hình ống gấp của máy pha cà phê espresso
- Máy đun nước phòng thí nghiệm duy trì nhiệt độ phù hợp để tiến hành thí nghiệm
- Bếp điện từ
- Bàn ủi
- Mỏ hàn, dùng làm tan chảy các mối nối kim loại
- Quạt sưởi xách tay
- Máy sấy tóc, tạo ra một luồng khí nóng từ dây đốt kim loại

Có rất nhiều ứng dụng thực tế của nhiệt Joule:
- Đèn dây tóc sáng khi sợi đốt được đun nóng bằng nhiệt Joule, do bức xạ nhiệt mà phát nhiệt và ánh sáng.
- Cầu chì được sử dụng như một khóa an toàn, ngắt các mạch quá tải nếu dòng điện đủ cường độ làm tan chảy dây chì.
- Thuốc lá điện tử làm bốc hơi propylen glycol và glyxerin thực vật bởi nhiệt Joule.
- Nhiều thiết bị bị sử dụng nhiệt Joule, như bếp điện, bàn ủi, lò sưởi điện, mỏ hàn,...
- Một số thiết bị chế biến thức ăn có thể sử dụng hệ thống nhiệt Joule: dòng điện chạy qua thực phẩm (hoạt động như một điện trở) tạo ra nhiệt bên trong thực phẩm.[8] Dòng điện xoay chiều cùng với điện trở của thực phẩm đều cùng sinh ra nhiệt.[9] Trở kháng lớn sẽ tăng nhiệt tạo ra. Điều này cho phép làm nóng thực phẩm một cách nhanh chóng và thống nhất, giữ được chất lượng thực phẩm tốt hơn. Các sản phẩm có hạt nóng lên nhanh hơn trong hệ thống sưởi Joule (so với xử lý nhiệt thông thường) do có điện trở cao hơn.[10]

### Chế biến thực phẩm
Nhiệt Joule được sử dụng trong tiệt trùng nhanh (còn gọi là quá trình "vô trùng nhiệt độ cao trong thời gian ngắn" (tiếng Anh: High-temperature short-time - HTST)). Quá trình này cho dòng điện xoay chiều 50–60 Hz qua thực phẩm và vì thực phẩm có điện trở, nhiệt được tạo ra. Khi sản phẩm nóng lên, độ dẫn điện tăng tuyến tính. Một dòng điện cao tần là một phương pháp tốt trong chế biến thực phẩm vì nó làm giảm quá trình oxy hóa và ô nhiễm kim loại. Phương pháp cũng là tối ưu cho các loại thực phẩm có chứa các hạt lơ lửng trong một dung dịch muối yếu do điện trở lớn của chúng. Nhiệt Joule cho phép duy trì chất lượng thực phẩm nhờ sự gia nhiệt đồng đều làm giảm sự thay đổi chất lượng và chế biến thực phẩm quá nhiều.

## Hiệu quả tỏa nhiệt
Là một công nghệ sưởi ấm, nhiệt Joule có hệ số hiệu suất là 1,0, nghĩa là mỗi joule năng lượng điện được cung cấp đều tạo ra một joule nhiệt. Ngược lại, một máy bơm nhiệt có thể có một hệ số lớn hơn 1.0 vì nó di chuyển năng lượng nhiệt bổ sung từ môi trường sang vật được gia nhiệt.
Hiệu quả của quá trình gia nhiệt yêu cầu xác định ranh giới của hệ thống được xem xét. Khi sưởi ấm một tòa nhà, hiệu quả tổng thể là khác nhau khi xem xét khả năng chuyển đổi một đơn vị năng lượng điện chuyển thành một đơn vị năng lượng nhiệt (đo bằng đồng hồ điện), so với hiệu quả tổng thể khi xem xét thêm các tổn thất năng lượng điện trong nhà máy và trên đường truyền tải.